# 広島県立安古市高等学校

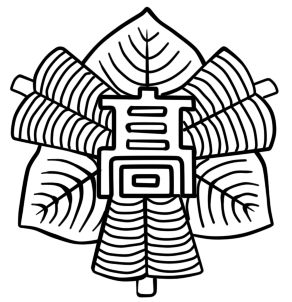
校章

広島県立安古市高等学校（ひろしまけんりつ やすふるいちこうとうがっこう）は、広島県広島市安佐南区毘沙門台に所在する公立高等学校。
生徒数は令和6年4月1日時点で915名（男389，女526）。

## 沿革
- 1975年（昭和50年）4月1日 - 広島県立安古市高等学校として開校。
- 1977年（昭和52年）3月24日 - 体育館兼講堂の竣工。
- 2000年（平成12年）4月7日 - 1時限65分授業の開始。一般的な高校の授業より15分長いコマで授業を行うもので、当校の特色のひとつであった。
- 2005年（平成17年）5月10日 - 同窓会館「仰高館」落成。2日後には1階の食堂営業開始。
- 2005年（平成17年）11月19日 - 創立30周年記念式典を広島厚生年金会館にて挙行。
- 2009年（平成21年）3月31日 - 1時限65分授業の終了。
- 2014年（平成26年）4月 - ユネスコスクールに指定。
- 2015年（平成27年）11月 - 創立40周年記念式典と記念講演会を挙行。記念講演の講師に作家の重松清氏を招く。[2]

## 学校行事
この学校の特色と言えるのは生徒の創意工夫が発揮される校内行事である。特に6月に行われる文化祭は県内でも評価が高く、毎年地元の新聞社やテレビ局が取材に訪れる。全てのクラスが、2年生の2学期頃から来年の文化祭に向けて構成を考える。これは2年・3年と、履修関係上2年連続同じクラスになるため可能になっている。文化祭の一番の目玉は、当校の関係者しか参加できない生徒会執行部主催の開・閉会式である。この開・閉会式は生徒たちの歓声と足踏みで実際に体育館が揺れるほどの盛り上がりを見せる。
- 4月 - 始業式、入学式、遠足、生徒総会
- 5月 - PTA総会、中間考査
- 6月 - 文化祭
- 7月 - 期末考査、球技大会、終業式
- 8月 - 始業式
- 9月 - 体育祭
- 10月 - 中間考査、修学旅行（2年生）
- 11月 - 創作ダンス発表会（2年生）
- 12月 - 期末考査、終業式
- 1月 - 始業式
- 2月 - 生徒会選挙、学年末考査
- 3月 - 卒業式、球技大会、終業式

## 部活動
全校生徒の約8割が部活動に参加しており、部活動と学業の両立に務めている。ほとんどの生徒は3年の1学期までに引退するが、一方で全国大会に出場する選手など秋口まで活動する生徒もいる。

### 運動部
- 男子バレーボール部
- 女子バレーボール部
- 男子バスケットボール部
- 女子バスケットボール部
- 山岳部
- 陸上競技部
- サッカー部（男子）
- ソフトボール部（女子）
- ソフトテニス部
- テニス部
- バドミントン部
- 卓球部
- 体操部
- 剣道部
- 弓道部

### 文化部
- 吹奏楽部
- 英語部
- 放送部
- 写真部
- 合唱部
- 軽音楽部
- 書道部
- 美術部
- 演劇部
- 映画研究部
- 科学研究部
- 茶華道部
- 手芸部
- イラスト文芸部
- ダンス部（2009年から）

## 著名な卒業生
- 魚住りえ（フリーアナウンサー、元日本テレビアナウンサー）
- 信藤健仁（元サッカー選手）
- 戸田菜穂（女優）
- 玉城ちはる（タレント・歌手）
- 渡邊崇（作曲家）
- 森田崇（漫画家）
- 橋本博明（安芸太田町長、元衆議院議員）
- 赤坂英一（スポーツライター）
- 枝松順一（朝日放送テレビプロデューサー・ディレクター・元アナウンサー）
- 君崎滋（フリーアナウンサー）
- 福岡みなみ（タレント）

## 姉妹校
- セントジョンズ・グラマースクール（en:St John's Grammar School） - 互いに短期留学での交流を行なっている。

## 交通アクセス
- 広島新交通1号線（アストラムライン）毘沙門台駅下車、徒歩15～20分
- バス（広島交通） 安古市高校北口下車、徒歩2分